# Psyche (mitologia)

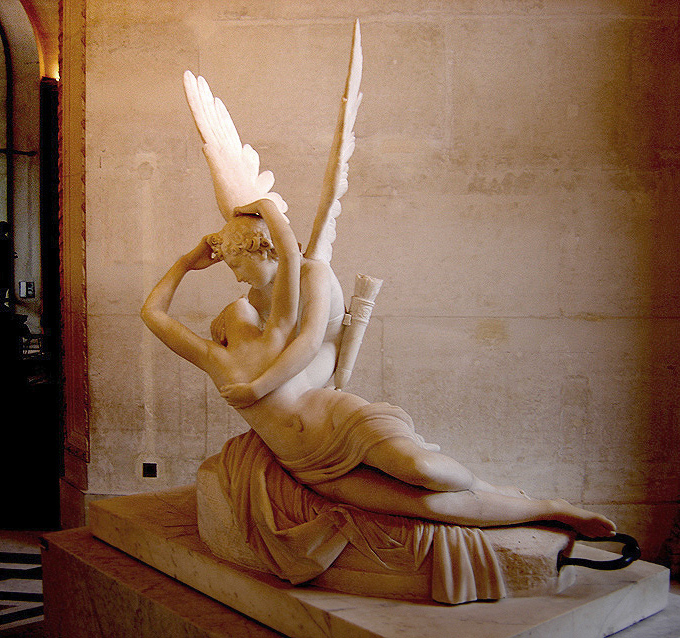
Psyche budzona przez pocałunek Kupidyna, rzeźba Antonia Canovy z 1793 r.

Psyche (gr. ψυχή 'dusza' łac. Psyche 'dusza') – w mitologii greckiej, bogini i uosobienie duszy ludzkiej; przedstawiana jako młoda dziewczyna ze skrzydłami motyla, razem ze swoim mężem Erosem miała córkę Hedone.

## Niewidzialny kochanek
Psyche jest główną bohaterką jednego z greckich mitów. Jej uroda wzbudziła zazdrość Afrodyty, która nakazała Erosowi, by rozkochał dziewczynę w najbrzydszym z mężczyzn. Eros sam zakochał się jednak w Psyche i odwiedzał ją co noc pod osłoną ciemności, uprzedzając, że straci go na zawsze, jeżeli będzie chciała zobaczyć, jak wygląda. Ulegając namowom swych zazdrosnych sióstr, Psyche z ciekawości zapaliła pewnej nocy kaganek, chcąc ujrzeć Erosa, ale kropla rozgrzanej oliwy zbudziła pięknego boga, który – zagniewany jej nieposłuszeństwem – odleciał. Zrozpaczona Psyche rozpoczęła wędrówki po świątyniach w poszukiwaniu ukochanego. Trafiła wreszcie do Afrodyty, która przyjęła ją do wykonywania najcięższych prac i posług. Swą pracowitością, łagodnością i urodą przełamała wreszcie niechęć bogini, obdarzona została przez Zeusa nieśmiertelnością, sprowadzona na Olimp i zaślubiona Erosowi. Najbardziej znana wersja legendy o Erosie i Psyche pochodzi z Metamorfoz Apulejusza.